# Zgodovina znanosti in tehnike
Zgodovina znanosti in tehnike (ZZT/HST) je veja zgodovine, ki proučuje, kako se je človeško razumevanje znanosti in tehnike spreminjalo skozi čas in kako je omogočilo nastanek novih tehnik. To področje zgodovine raziskuje tudi kulturne gospodarske in politične vplive znanstvenih odkritij.
V splošnem verjamejo, da je sodobna matematična znanost nastopila z začetkom starogrškega pitagorejstva, čeprav bi bilo napak misliti, da je bila sodobna znanost grška iznajdba. Pri tem je bil grški vpliv na matematiko in znanstveno raziskovanje zapisan v večji meri kot prispevki drugih starodavnih civilizacij.

## Izziv pravovernosti
Neprestana tema v zgodovini znanosti in tehnike je slab sprejem tistih zamisli, ki so bile v nasprotju s prevladujočim mišljenjem. Zgodba o Galileju je ena od njih. Drugi naravoslovci in astronomi, in še posebej tisti na katere je vplivala religiozna pravovernost, so ugovarjali temu, da bi »preverili« svoje teorije, na primer s tedaj odkritim daljnogledom. To pa je storil Galilei. Še celo v sodobnem času s skoraj splošno sprejeto znanstveno metodo in z velikim raziskovalnim proračunom vlad, akademij in industrije se pojavljajo nerazširjene in žaljive zamisli s kratkimi obsodbami.
Ni natančno znano kaj je nauk Galilejeve zgodbe. Nekateri vidijo njegovo zgodbo kot zgled nadutosti oblasti, drugi pa menijo, da zavračanje zamisli danes ne moremo neposredno primerjati s primeri kot je Galilejev. Teorije se razvijajo in jih preskušajo po zgledu trenutno sprejetih načel znanstvenega raziskovanja na podoben način kot je to počel Galilei. Po navadi jih vsesplošno sprejmejo, pa četudi so še tako nenavadne. Tiste zamisli, ki ostajajo nedokazane, in na videz neupravičene privzetke pa označijo kot psevdoznanost.

## Prispevek k znanju
Po preteku dovolj dolgega časa lahko še najmanj razširjene zamisli postanejo znanstvena pravovernost, če so se zadovoljivo izkazale pri preskusih. Teorija bolezenskih klic je na primer postala tako razširjena, da sta pasterizacija in listerin vsakdanji besedi čeprav Louis Pasteur, Ignaz Philipp Semmelweiss in Joseph Lister niso tako dobro znani.

## Glavna področja / podpodročja

### Znanost
- Vede o življenju
  - Biologija
    - Zgodovina anatomije
    - Evolucijska teorija
      - Charles Darwin in izvor vrst

    - Genetika
      - DNK

  - Paleontologija
  - Biokemija
- Fizikalne znanosti
  - Kemija
  - Zgodovina fizike
  - Zgodovina astronomije
  - Geologija in znanosti o Zemlji
- Matematika in statistika
- Filozofija in logika

### Družbene vede
- Antropologija
- Arheologija
- Gospodarstvo, posel in industrija
- Industrijska organizacija in delo
- Geografija
- jezik in jezikoslovje
- Politične znanosti
- Psihologija
- Sociologija

### tehnika
- Stavbarstvo
  - Arhitektura in gradbeništvo
  - Mostovi, pristanišča, predori, jezovi
  - Zemljemerstvo, inštrumenti in zemljevidi, kartografija, urbanizem, oskrba z vodo in kanalizacija
- Transport
- Pretvorba energije
- Snovi in predelovanje
- Knjižnica in informacijske znanosti
- Zgodovina računalništva
- Medicinske vede
- Zgodovina medicine
- Biotehnika
- Kmetijstvo
- Družinske in potrošniške vede
- Vojaška tehnika
- Telegrafija - od dimnih signalov do interneta

### Splošna znanost in tehnika
- Življenjepisi izumiteljev, raziskovalcev in znanstvenikov
- Seznam znanstvenikov, seznam inženirjev in seznam izumiteljev
- Seznam časovnih pregledov znanosti in tehnike
- Tehniška združenja, tehniško izobraževanje
- Gospodarska, politična in socialna zgodovina
- Splošne povezave med tehniko in kulturo; filozofija tehnike
- Zgodovinopisje znanosti in tehnike
  - Kranzbergovi zakoni tehnike
- Zgodovinarji znanosti in tehnike:
  - Thomas P. Hughes
  - Arne Kaijser
  - Thomas Kuhn
  - Paul Feyerabend
  - Sandi Sitar
  - Stanislav Južnič
- Zgodovinarji astronomije:
  - Jean Baptiste Joseph Delambre
  - David King
  - Otto Eduard Neugebauer
  - John North
  - Gerald Toomer
- Prihodnost znanosti in tehnike (umovanje)
  - Tehnološka singularnost
- Filozofija znanosti
  - Thomas Kuhn
  - Karl Raimund Popper
  - Naivni empirizem

### Starodavni tehnološki pripomočki in naprave
- Mehanizem z Antikitere
- Frača in katapult
- Sončna ura in diptih